# Alius Mikėnas
Alius Mikėnas (* 22. September 1955  in Vilnius) ist ein litauischer Schachspieler.

## Leben
Sein Vater war Vladas Mikėnas, der im Nahschach die Titel eines Internationalen Meisters und eines Ehren-Großmeisters sowie im Fernschach den Titel eines Internationalen Meisters trug.
Nach dem Abitur an der Mittelschule absolvierte Alius Mikėnas 1980 das Diplomstudium der Wirtschaftsmathematik an der Fakultät für Wirtschaftskybernetik der Vilniaus universitetas. Seit 1965 spielt er Schach und trug ab 1972 den sowjetischen Titel Kandidat zum Sportmeister. Seine höchste Elo-Zahl war 2240 (im Juli 1997 und Januar 1998).
Alius Mikėnas spielt auch Fernschach. 1996 wurde er Fernschacheuropameister, seit 1997 trägt er den Titel eines Internationalen Fernschachmeisters. 
Im Mai 1994 gründete er die Vladas-Mikėnas-Stiftung.